# Mimudea montensis
Mimudea montensis là một loài bướm đêm trong họ Crambidae.